# Напшуд Янув
«Напшуд Янув» (пол. Naprzód Janów) — польский хоккейный клуб из города Катовице. Домашней ареной клуба является «Янтор арена» вместимостью 1417 человек.

## История клуба
Клуб был основан в 1920 году горняками из города Катовице в качестве футбольного клуба. В 1950 году клуб перебазировался «на лёд». В 1990 году у клуба возникли финансовые проблемы и в 1998 он был расформирован. Второе рождение клуб получил в 2004.

## Достижения
- Чемпионат Польши по хоккею:
  - Серебряный призёр (7)  : 1950, 1952, 1971, 1973, 1977, 1989, 1992
  - Бронзовый призёр (7)  : 1972, 1974, 1976, 1978, 1982, 1986, 1987
- Кубок Польши по хоккею
  - Обладатели (1)  : 1969
  - Финалист (1)  : 2009